# 環椎
環椎（かんつい、Atlas）は椎骨のうち一番頭側にある骨、第一頚椎のこと。Cervix（頚部のラテン名、頚椎はVertebra cervicalisという）の一番目のため、C1と略して呼ばれる。本項では特に記さない限り、ヒトの環椎について説明する。
一番目の椎骨であり、第二頚椎である軸椎とともに頭蓋骨と脊椎をつなぐ関節を形成している。他の椎骨と異なり、環椎と軸椎は関節可動域が非常に大きい。
環椎の特徴のひとつは、椎体を持たないことである。環椎の椎体は第二頚椎である軸椎のそれと癒合している。もうひとつの特徴として、棘突起を持たない。環椎はリング状で、前後のアーチ（弓）と外側塊と呼ばれる厚い部分から構成される。

## 前弓
前弓は環椎全体の5分の1程の長さであり、前面は凸型で中心には前結節があり、ここに頸長筋と前縦靱帯が付着する。後面は凹型で円または楕円形の関節面（歯突起窩）があり、軸椎の歯突起と関節を形成する。また上縁と下縁はそれぞれ前環椎後頭膜（膜という名称だが靱帯である）および前環軸靱帯の付着部であり、それぞれを介して後頭骨および軸椎と結合している。

## 後弓

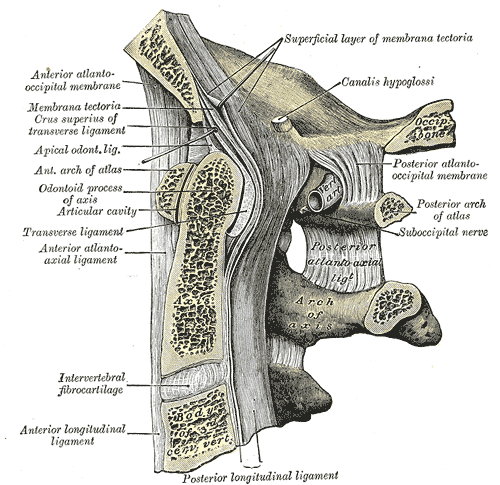
後頭骨から第三頚椎までの正中矢状断。靱帯の付着部が見える。

後弓は環椎の全周のほぼ5分の2を占めており、外側塊に始まり後結節に終わる。後結節は棘突起の痕跡で、小後頭直筋および項靱帯が付着する。棘突起と異なり後結節が小さいために、環椎と頭蓋骨の間での動きは制限されない。
後弓の後面は上縁と後縁が丸みを帯びていて後環椎後頭膜が付着する。一方後弓の前のほう（外側塊の上関節突起のすぐ後ろ）には上縁に溝がある（椎骨動脈溝）。この溝は時に、上関節突起の後端から伸びた細い骨棘のアーチができて孔になっていることがあり、これを椎骨動脈管という。
椎骨動脈溝は他の椎骨の上椎切痕にあたり、横突孔内を上行してきた椎骨動脈は外側塊を取り巻くように屈曲し、後内側に向かってこの溝を通り、脊柱管内にはいる。後頭下神経（第一脊髄神経）もここを通る。よくある解剖学的変異として、前述の椎骨動脈管がある場合、ここを椎骨動脈が通る。
後弓の下面、関節面のすぐ後方には二条の浅い溝があり、下椎切痕という。また下縁には後環軸靱帯が付着して、軸椎と結合する。

## 外側塊
外側塊は、環椎の中で最も厚く硬い部分で、ここで頭部の重量を支える。左右それぞれの外側塊とも、上関節面
と下関節面を持つ。
- 上関節面は大きな楕円形の凹面で、前方で近づき、後方では離れている。また上内側、そしてやや後方を向いていて、二つの上関節面がそれぞれ対応する後頭骨の後頭顆の受け皿となっている。中央で辺縁がくぼんで、さらに二つの部分に分かれていることも珍しくない。
- 下関節面は円形で、平坦かやや凸面になっており、下内側を向いている。軸椎との関節を形成して頭部が回旋運動できるようになっている。

## 椎孔
環椎のリングの内部を椎孔という。上関節面の内側縁には小さな結節があり、環椎横靱帯がそれに付着して環椎のリング内を横切って椎孔を不均等に分割している。
- 前方の小さな部分には軸椎の歯突起が入る[1]。
- 後方は脊髄とそれを包む膜が貫いている。

環椎の椎孔は脊髄が通るのに必要なサイズよりはかなり大きく、そのため環椎が横にずれてしまっても脊髄を圧迫することがないようになっている。
横突起は外側塊から外側下方に大きく突き出しており、頭部を回旋させるための筋群が付着している。他の椎骨にある前結節と後結節は癒合して一塊となり、横突孔は下から見て上後方に向かってあいている。

## 関節

### 環椎後頭関節
環椎は後頭骨とともに環椎後頭関節（英: atlanto-occipital joint）を構成する。この関節は靭帯で強く結合されており、可動方向は前後屈のみにほぼ限られる。環椎後頭関節は環軸関節と協働して前後屈するが、環椎後頭関節のみでの屈曲可動域は30°になる。

## 発生

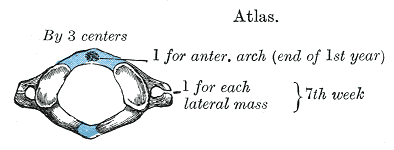
環椎には3つの骨化中心がある

環椎はふつう3つの骨化中心から骨化が行われる。そのうち左右の外側塊の骨化中心は、胎生7週ごろに現れ、後方に発達する。ここからできた骨は出生時にはまだ軟骨をはさんで隔たっており、癒合していない。生後3歳から4歳にかけて、直接あるいは中間にある軟骨が骨化して癒合する。
前弓もまた出生時には軟骨のままである。生後1年目の終わりごろに骨化中心が現れ、6歳から8歳にかけて外側塊と癒合する。癒合線は上関節面の前半部にあたる。前弓の骨化中心が現れず、左右の外側塊から骨が伸びて前弓が形成されることもある。また前弓の骨化中心が左右二つに分かれていることもある。

## 環椎の損傷
環椎の骨折はジェファーソン骨折と呼ばれる。

## 画像

環椎の位置。横から見た画像。
やや上方から見た画像。頭蓋骨は半透明にしてある。
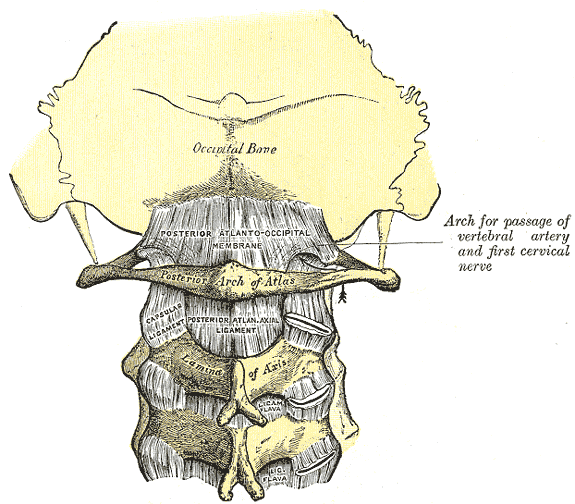
後環椎後頭膜および環椎後頭靱帯
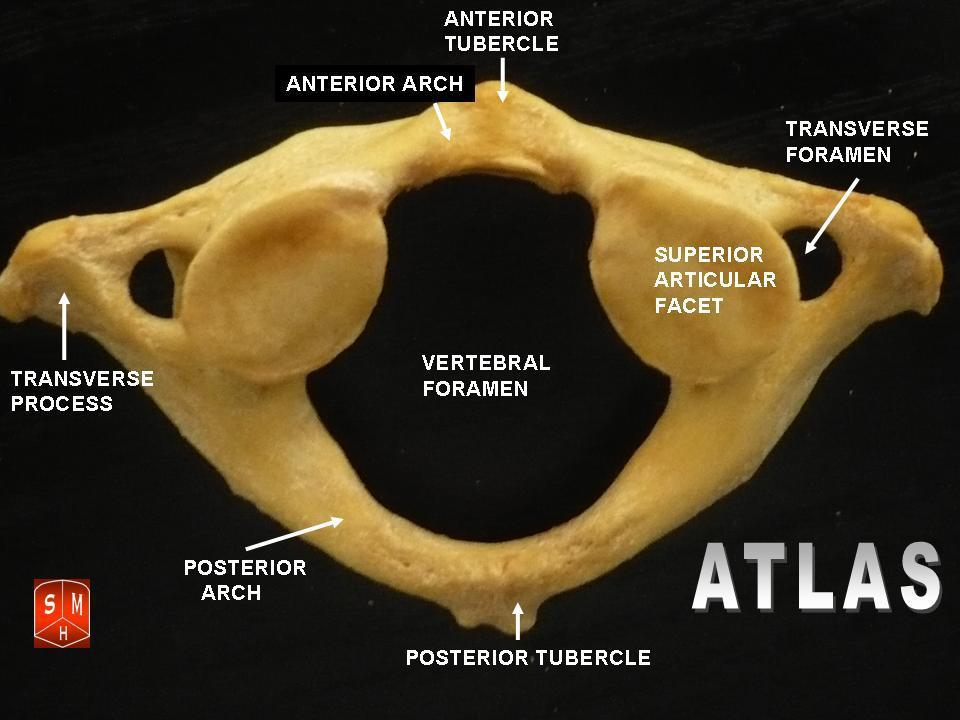
環椎の上面。
環椎。やや上方から見た画像。
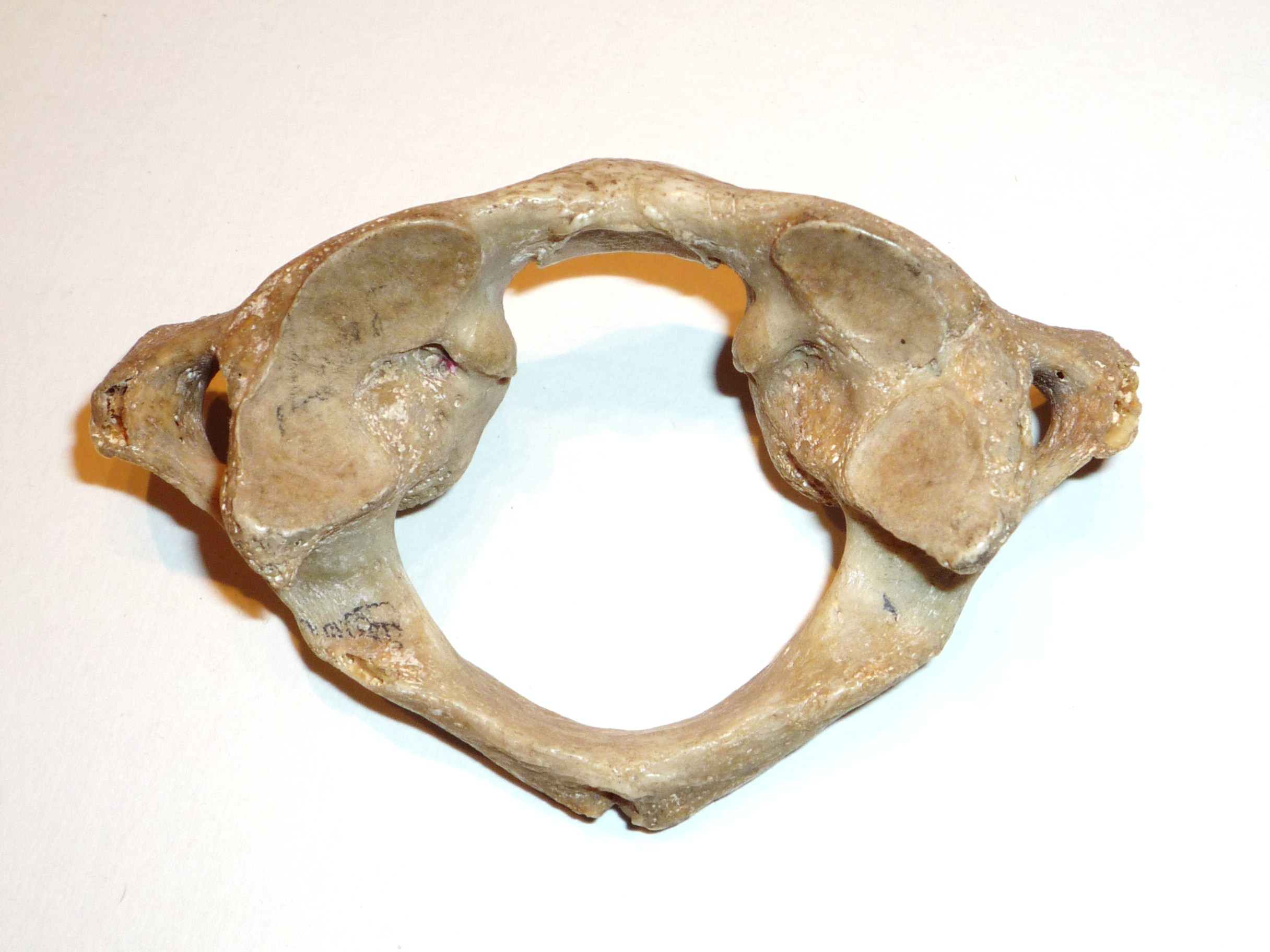
環椎の上面。
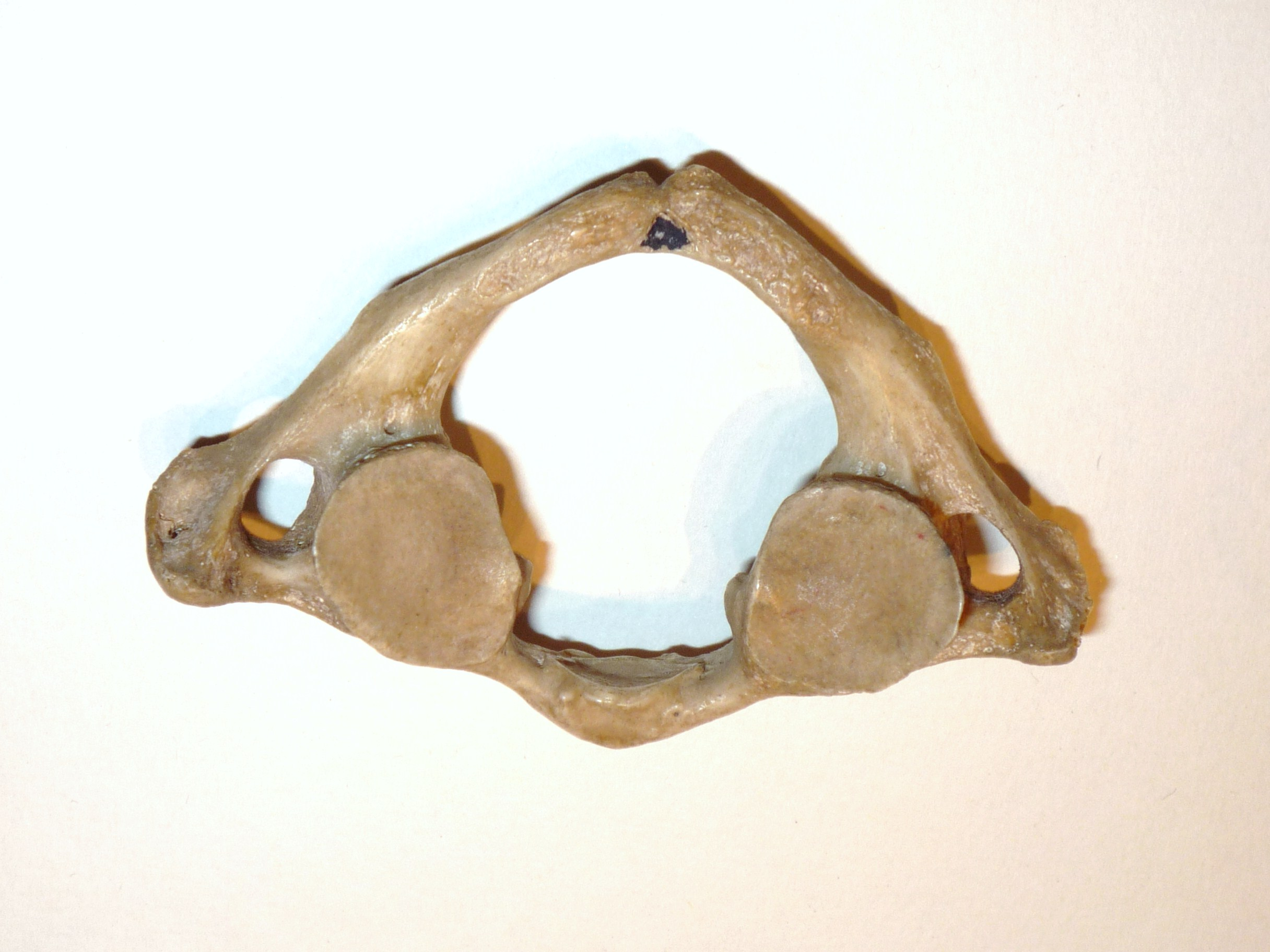
環椎の下面。

## 語源
ラテン語名のAtlasは、ギリシア神話で天空を支えたという巨人アトラースに由来する。頭蓋骨を支えていることからの連想である。
昭和初期までは日本語でもアトラースを意訳して「載域」と呼ばれていた（載域＝天「域」を「戴」く、頭にのせる）。
1944年に日本解剖学会から発行された『解剖学用語』では、国語愛護同盟からの影響もあって日本語におけるわかりやすさが重視されたため、
輪状でありかつ椎骨であることが容易に理解できるように、新しく「環椎」という用語が選定された。